# オンラインクレーンゲーム
オンラインクレーンゲームは、アプリケーション上やウェブブラウザ上で、インターネットを使用して、実際のクレーンゲームを遠隔操作して遊戯することが出来るサービスである。略称として、オンクレと呼ばれることも多い。獲得した景品は、電子引換券を除き宅配便による受け取りができる。1プレイ価格帯は店舗で遊ぶより高めに設定されていることが多い。

## 市場規模
2012年のトレバ開始以降、市場規模は拡大し、アンテポスト株式会社の調べによると2020年度の日本国内のオンラインクレーンゲームの市場規模は200億円、日本国外も含めると300億円の規模があるとされている。
イオンファンタジーやセガ、タイトー、バンダイナムコ、ラウンドワン等、大手クレーンゲーム店もオンラインクレーンゲーム事業を開始している。

## 獲得景品
獲得景品は基本的に配送料無料で受け取ることができる。ただし、サービスによっては独自の規定があり一ヶ月の課金額により配送券が発行されたり、１週間に１回無料になるなど様々。規定を超えて発送依頼をする場合、課金ポイントから送料分が引かれる場合が多い。

## オンラインクレーンゲームの機能
オンラインクレーンゲームは多くが以下の機能を持っている。
- 会員登録機能
- クレーンゲーム（もしくは景品）一覧
- チャージ機能
- ゲームプレイ画面
  - ２つ爪タイプ・・・上、もしくは左右の２つの方向へ1回だけ動かすことができる。
  - ３つ爪タイプ・・・時間内に上下左右、自由に動かすことができる。
- 配送依頼機能
- 会員情報機能

## オンラインクレーンゲームの決済方法
アプリ版とWebブラウザ版で決済方法が分かれる。また、多くのサービスでWebブラウザ版の決済手段を選ぶ場合により多くのポイントもしくはチケットを入手することが可能となっている。これはストアプラットフォームの手数料が高いことに起因していると考えられる。
アプリ版・・・ストアプラットフォームの決済手段を用いる。（一部ストアプラットフォームがアプリ内決済以外も認めたことからWebブラウザ版の決済サービスも一部使用可能になった。）
Webブラウザ版・・・多くが決済代行サービスを利用しており、クレジットカード決済、キャリア決済、ウェブマネー決済などがある。
また、多くのアプリ版にて、ストアプラットフォームの決済と決済代行サービスの決済が混在しており、プラットフォームが認めた方法なのか各事業者が独断で行なっているかは不明である。

## 風営法による規制
実際のクレーンゲーム施設では、風営法による営業時間の制限、特定時間帯の年齢による入場制限、その他都道府県の条例による規制を受けている。オンラインクレーンゲームは当初からグレーゾーンとして24時間営業を続けてきたが、経済産業省が産業競争力強化法の「グレーゾーン解消制度」の活用により、店舗内において客に遊技をさせることが想定されないことから、風営法第2条第1項第5号に規定する営業に該当しないと回答したことにより、同法による規制を受けずに営業をすることが可能になっている。

## 高額景品の取り扱い
前述の風営法の適用外の解釈により、企業によっては警察庁の通達による風営法の解釈運用基準の「おおむね1000円」を大きく超えたPlayStation 5やNintendo Switch などの商品を展示している企業も現れている。これは今後不当景品類及び不当表示防止法（景品表示法）の影響を受けたり国によっては賭博とみなされたりする可能性がある。

## 店舗のクレーンゲームとの違い
店舗のクレーンゲームと比べてオンラインクレーンゲームのメリット、デメリットは以下の通りである。

### メリット
- 風営法の影響を受けないので、24時間遊べる
- 店舗に行く必要がなく、自宅でも気軽に楽しむことができる。特に、近くにゲームセンターが無い田舎などでは大きなメリットとなる
- 前の人のプレイ中に予約ができる場合が多い
- ログインボーナスなどが充実している場合が多い
- クレジットカードや、オンライン決済サービスが使える。ただし、現金が使えないことはその決済方法を利用していない利用者も居るため、デメリットにもなりうる
- プレイ料金を100円単位ではなくとも1円単位で設定ができる。そのためサービスによっては数十円でプレイができる場合もある
- 高額の利用をした場合、低額での利用よりも1プレイの料金が安くなる場合がある
- 店員を呼ばなくとも一定の金額をプレイするとアシストにより、取りやすくしてくれるサービスも存在する
- 最新の景品が実店舗より早く並んでいることが多い。24時間営業のため日付が変わってすぐに並ぶこともある。ただし、配送により実店舗に行く方が結果的に早く手元に届く場合もある。また、落ちた景品がお持ち帰りされるわけではないため、景品ではないものを落とすことでゲット判定になるサービスも多く、そのため景品がまだ製造されていない、または店舗に無い物を景品にすることができ、今後登場する景品を先に獲得できるようにしているサービスも存在する。
- 実店舗には無いオンラインクレーンゲーム限定景品が入荷されることがある
- 感染症対策による休業要請や時短要請による影響を受けない。また、外出をしていなくても利用できるため、感染症にかかるリスクが高くならない。2021年現在、新型コロナウイルスが蔓延しているため、需要が高まっている。

### デメリット
- すぐに景品を受け取ることが不可能であり、景品を受け取るには発送をしなければならない。獲得した景品を受け取るには早くて数日、数週間、長い場合数ヶ月掛かる場合もある。基本的には発送依頼翌日から2週間以内に到着する。配送料が別に掛かるケースもある
- インターネット回線やパソコン、スマートフォン、タブレット等、利用者側で用意しなければならない
- インターネットの特性上、ラグがある。各社では高速通信が可能なインターネット回線を推奨している。また、回線の状態によってはプレイ中に接続が切断される可能性もある
- 実際に目の前でクレーンゲームを見ることができない。ほとんどの場合、カメラによる正面と側面の2つのカメラでしか確認ができない
- 多くのサービスでは現金は使用できず、対応した決済方法を利用している必要がある。ただし、コンビニ払いとして現金で支払うことができるサービスや、現金で購入できるiTunesカードやGoogle Playカードを使用してプレイに必要な代金を支払うことができるサービスもある。
- 店舗に比べて1プレイのプレイ料金が高い場合が多い
- 専用のアカウントを作成しなければならない。
- 配送をする場合、住所等を登録しなければならず、個人情報の扱いが発生してしまう。

## 主なオンラインクレーンゲーム
- クレーンゲーム トレバ (サイバーステップ)
- ネットキャッチャー ネッチ[4]（株式会社ネッチ・ジャパン）
- どこでもキャッチャー (DC7)
- ぷらこれ（ぷらこれ株式会社）
- クラウドキャッチャー (アンテポスト)
- ゲットライブ（クレーンゲームジャパン株式会社[5]）
- クレーンゲーム鑑定団NEO（株式会社神成）
- オシクレ（クレーンゲームジャパン株式会社[5]）※旧モバクレ
- ぽちくれ（SDエンターテイメント）
- やったれ！キャッチャー（thankslab株式会社）  〔閉店済み〕
- タイトーオンラインクレーン (タイトー)
- モーリーオンライン (イオンファンタジー)
- GiGO ONLINE CRANE(GENDA GiGO Entertainment)※旧セガキャッチャーオンライン、旧GOTON!
- アイキャッチオンライン（クレーンゲームジャパン株式会社[5]）
- ナムクレ(バンダイナムコアミューズメント)※旧とるモ
- クレマス（クレーンゲームジャパン株式会社[5]）
- カプコンネットキャッチャー  カプとれ(カプコン)
- LUCK☆ROCK（ラックロック）（CREATE LAB.）
- LIFTる。 (GENDA Games）
- クレーンゲーム東京（株式会社GRIP）※サービス終了
- TokyoCatch（株式会社ICHIGO）
- Giftole（カルチュア・エンタテインメント）※サービス終了
- クレッチャ (ラウンドワンジャパン)※サービス終了
- クレーンゲームパラダイス（株式会社Mall）
- GACHI（株式会社ガチカンパニー）※サービス終了
- クレーンゲームプラス（株式会社神成）
- セガUFOキャッチャーオンライン（セガ フェイブ）
- DMMオンクレ（DMM.com）
- ハッピークレーンゲーム（株式会社ユアチョイス）※サービス終了
- アラクレ[6]（ワイドレジャー）
- コナクレ (コナミアミューズメント)※旧コナプラ